# Lageltshausen

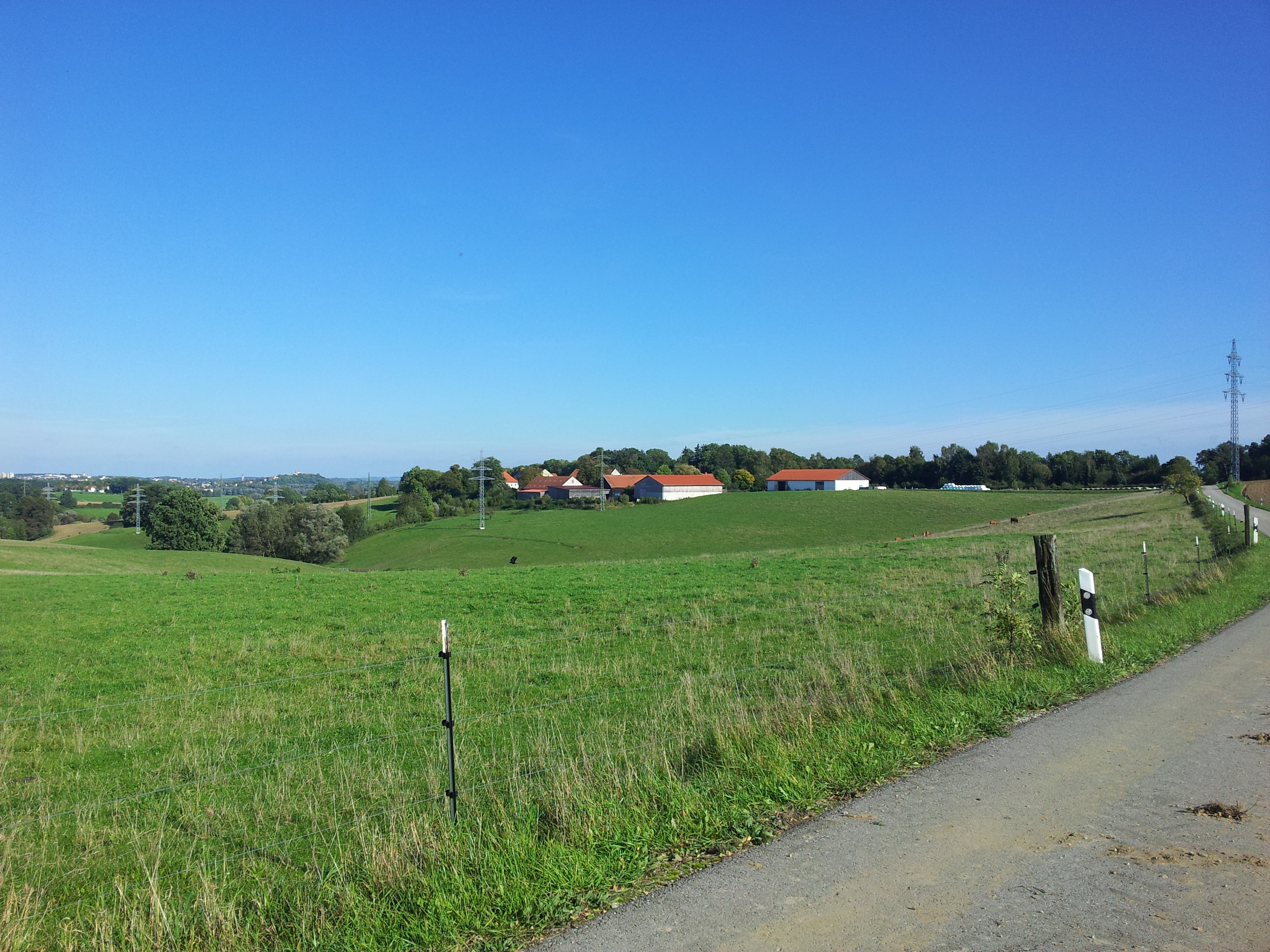
Lageltshausen von Westen gesehen

Lageltshausen ist ein Stadtteil der Großen Kreisstadt Freising im oberbayerischen Landkreis Freising.

## Lage
Der Weiler Lageltshausen liegt sechs Kilometer westlich vom Stadtzentrum von Freising auf einem Hügel am Rande des Freisinger Mooses. Die Moosach fließt östlich in einem Kilometer Entfernung, während die Isar sechs Kilometer entfernt ebenfalls östlich fließt. Die A 92 verläuft östlich in sechs Kilometer Entfernung und die A 9 in gleicher Entfernung westlich.
Bis zum 30. Juni 1972 gehörte der Ort zur im Rahmen der Gemeindegebietsreform nach Freising eingegliederten Gemeinde Sünzhausen.